# Єретики Дюни
«Єретики Дюни» (англ. Heretics of Dune) — науково-фантастичний роман Френка Герберта, п'ятий у серії із шести романів фантастичної саги «Хроніки Дюни». Є продовженням романів «Дюна» (1965), «Месія Дюни» (1969) «Діти Дюни» (1976) та «Бог-імператор Дюни» (1981). Посідав 13-е місце у рейтингу науково-фантастичних бестселерів у твердій обкладинці у 1984 році за версією The New York Times.
Дії книги відбувається через 1500 років після смерті бога-імператора Лето Атрідіа II і таким чином є першим твором у серії, який відокремлений від інших своєю оригінальною історією з абсолютно новими персонажами та перетвореними умовами раніше створеного всесвіту Дюни. Основну роль у романі грає організація Бене Ґесерит, яка намагається врятувати залишки Старої імперії від таємничого та жорстокого нападу.

## Сюжет
Минуло півтори тисячі років від часу 3508-річного правління бога-імператора Лето Атріда II. Після того, як він загинув і Піщані Хробаки знову заселили планету Ракіс, виробництво прянощів продовжилося. Ракіс повернувся до колишнього пустельного стану, а його Хробаки отримали частинки свідомості бога-імператора. Руйнування колишньої економічної системи, що трималася на волі Лето Атріда II, зумовило хвилю колонізації інших планет, так зване Розсіяння.
Виникла нова цивілізація з трьома панівними силами: іксіанцями, чиї не-кораблі не потребують прянощів для навігації; Бене Тлейлаксу, які навчилися виробляти штучні прянощі та вдосконалених спецагентів лицеплясів; і Бене Ґесерит, матріархальний орден витончених політичних маніпуляторів, які цілковито контролюють процеси свого тіла. В цей час із далеких колоній в світи Старої імперії прибувають Всечесні Матрони, жорстоке жіноче товариство, котре прагне взяти людство під контроль шляхом особливої техніки зваблення чоловіків.
На Ракісі живе дівчина Шіана (нащадка Сіони з попереднього роману), що вміє спілкуватися з Піщаними Хробаками. Шіаною цікавиться орден Бене Ґесерит і має намір використати отриманого від Тлейлаксу гхолу Дункана Айдаго, щоб використати дівчину для посилення свого впливу. Як планують Бене Ґесерит, Шіана стане месією, чия особа об'єднає людство. Настоятелька Тараза доручає ментату Майлзу Тегу (також нащадку Сіони) охороняти Айдаго. Тараза також посилає преподобну матір Дарві Одраде взяти на себе командування фортецею Бене Ґесерит на Ракісі. Одраде проте вільно трактує вчення ордена, не приймає його заборони на кохання до чоловіків.
Тараза передбачає вразливсть плану ордена, тому додатково посилає Луцилу (ще одну нащадку Сіони) укріпити вірність Айдаго Сестринству сексуальними талантами. Проте Луцилі протистоїть преподобна матір Швандью, яка вважає, що гхола небезпечний. Над планетою Гамму (раніше відомою як Ґьоді Прайм) Таразу захоплюють Всечесні Матрони на борту іксіанського не-корабля. Вони наполягають, щоб Тараза запросила Тега на корабель, і думають вивідати в нього секрет створення гхол. Тегу завдяки його знанню стратегії вдається врятувати Тарезу та її почт.
Згодом на Ракісі на Шіану стається напад. Бене Ґесерит забирає дівчину до себе. Одраде починає тренувати Шіану як Бене Гессерит. Приблизно в той же час стається замах на життя Айдаго, але Тегу вдається перемогти вбивцю. Тег тікає з Дунканом і Луцилою в сільську місцевість. У стародавньому харконненському сховку Тег пробуджує оригінальні спогади Айдаго.
Тим часом Тараза відправила свого довіреного генерала Бурзмалі шукати Тега та його команду. Бурмазлі встановлює контакт із Тегом, своїм колишнім наставником. Однак під час операції Тег і його супутники потрапляють у засідку. Тега схоплюють, а Луцила й Дункан тікають. Тега катують Т-зондом, який зчитує генетичну пам'ять. Але це дає несподіваний наслідок: у Тега активуються сплячі гени, що різко збільшують фізичну силу та дають тактичне передбачення. Завдяки цьому Тег тікає з полону. Водночас в нього різко зростає потреба в їжі, щоб компенсувати витрати енергії.
В той же час Айдаго потрапляє в засідку і опиняється в заручниках. Тараза домовляється про зустріч із майстром Тлейлаксу Ваффом, який невдовзі змушений розповісти їй, що він знає про Всечесних Матрон.
Тараза та Одраде знову зустрічають Ваффа на Ракісі. Він намагається вбити Таразу, але Одраде переконує його не робити цього, бо Сестринство поділяє релігійні переконання Бене Тлейлаксу. Тараза пропонує союз задля опору Всечесним Матронам. Але Одраде розуміє, що умовою угоди буде знищення Ракісу як альтернативного джерела прянощів.
Луцила прибуває до криївки Бене Ґесерит і виявляє, що його захопила Всечесна Матрона Мурбелла, яка вже частково підкорила Айдаго. Зазнавши поразки в швидкому бою, Мурбелла припускає, що Луцила є Великою Всечесною Матроною, і дозволяє їй та Бурзмалі спостерігати через вікно замкненої кімнати, поки вона завершує сексуальне поневолення ґхоли. Однак спрацьовує прихована програма Тлейлаксу, і Дункан пересилює вплив Мурбелли. Це відновлює в ньому всі спогади про попередніх гхол Айдаго. Приголомшена й виснажена Мурбелла просить Луцилу вбити Айдаго. Але Луцила відповідає, що на гхолу є інший план.
Всечесні Матрони атакують Ракіс, убиваючи Таразу. Одраде стає тимчасовим лідером Бене Ґесерит перед тим, як втекти з Шіаною в пустелю на Хробакові. Тег також відправляється до криївки, де виявляє, що його здібності до передбачення дозволяють «бачити» не-кораблі, хоча це вважається неможливим. Завдяки цьому він виявляє Дункана й Луцилу. Їх везуть до Ракіса разом з ним і тепер уже заручницею Мурбеллою. Коли вони прибувають, Тег перехоплює Одраде, Шіану та їхнього гігантського Хробака. Тег завантажує їх усіх на свій не-корабель, після чого виводить свої війська на останню самогубну оборону Ракіса.
Всечесні Матрони спалюють поверхню Ракіса спеціальною ракетою. Проте Бене Ґесерит тікають з Одраде, Шіаною та одним Хробаком на не-кораблі. Вони мають намір втопити хробака в суміші води та прянощів, перетворивши його на піщану форель, яка перетворить таємну планету Бене Ґесерит — Капітулу — на нову Дюну.

## Головні герої
- Тараза — верховна мати Бене Ґесерит
- Дарві Одраде — преподобна Мати Бене Ґесерит, біологічна донька Майлза Тега
- Майлз Тег — військовий стратег, ментат
- 12-й гхола Дункана Айдаго
- Шіана Браф — дівчинка з планети Ракіс
- Луцила — преподобна Мати Бене Ґесерит
- Швандью — преподобна Мати Бене Ґесерит
- Туек — верховний жрець
- Вафф — майстер Бене Тлейлаксу

### Нагороди та номінації
| Рік  | Нагорода          | Категорія                            | Номінант       | Результат | Прим. |
| ---- | ----------------- | ------------------------------------ | -------------- | --------- | ----- |
| 1985 | Премія «Локус»    | Найкращий науково-фантастичний роман | «Єретики Дюни» | Номінація | [ 2 ] |
| 1985 | Премія «Прометей» | Найкращий роман                      | «Єретики Дюни» | Номінація | [ 3 ] |

## Український переклад
- Єретики Дюни. — Х.: Клуб Сімейного Дозвілля, 2021. — 592 с. ISBN 978-617-12-9267-3. Переклала Наталя Михаловська.[4]